# Тур ATP 2005
Світовий Тур ATP 2005 — елітний світовий тур тенісистів професіоналів, що проводиться Асоціацією Тенісистів Професіоналів (ATP) з січня до грудня 2005 року. Цього сезону впроваджено зміни у третьому сеті парного розряду.

## Розклад турнірів
Легенда
| Турнір Великого Шолому        |
| Фінал Туру ATP                |
| ATP Masters Series            |
| ATP International Series Gold |
| ATP International Series      |
| Командні змагання             |

### Січень
| Тиждень           | Турнір | Чемпіони                                                     | Фіналісти                     | Півфіналісти                                                | Чвертьфіналісти                                                     |
| ----------------- | --- | ------------------------------------------------------------ | ----------------------------- | ----------------------------------------------------------- | ------------------------------------------------------------------- |
| 3 січня           | Кубок Гопмана Перт, Австралія ITF Mixed Team Championships Тверде (i) – 8 teams (RR)                                                                  | Словаччина 3–0                                               | Аргентина                     | Вибули у груповому турнірі (Група A) Німеччина Італія Росія | Вибули у груповому турнірі (Група B) Нідерланди Австралія США       |
| 3 січня           | Next Generation Adelaide International Аделаїда, Австралія ATP International Series Тверде – $394,000 – 32S/16D Одиночний розряд – Парний розряд      | Йоахім Йоханссон 7–5, 6–3                                    | Тейлор Дент                   | Хуан Ігнасіо Чела Олів'є Рохус                              | Ллейтон Г'юїтт Юрген Мельцер Ніколас Кіфер Томас Енквіст            |
| 3 січня           | Next Generation Adelaide International Аделаїда, Австралія ATP International Series Тверде – $394,000 – 32S/16D Одиночний розряд – Парний розряд      | Ксав'є Малісс Олів'є Рохус 7–6(7–5), 6–4                     | Сімон Аспелін Тодд Перрі      | Хуан Ігнасіо Чела Олів'є Рохус                              | Ллейтон Г'юїтт Юрген Мельцер Ніколас Кіфер Томас Енквіст            |
| 3 січня           | Chennai Open Ченнай, Індія ATP International Series Тверде – $355,000 – 32S/16D Одиночний розряд – Парний розряд                                      | Карлос Моя 3–6, 6–4, 7–6(7–5)                                | Парадорн Шрічапхан            | Гільєрмо Гарсія-Лопес Томаш Зіб                             | Поль-Анрі Матьє Міхал Табара Джастін Гімелстоб Крістоф Вліген       |
| 3 січня           | Chennai Open Ченнай, Індія ATP International Series Тверде – $355,000 – 32S/16D Одиночний розряд – Парний розряд                                      | Райнер Шуттлер Лу Єнь-Сюнь 7–5, 4–6, 7–6(7–4)                | Магеш Бгупаті Йонас Бйоркман  | Гільєрмо Гарсія-Лопес Томаш Зіб                             | Поль-Анрі Матьє Міхал Табара Джастін Гімелстоб Крістоф Вліген       |
| 3 січня           | Qatar ExxonMobil Open Доха, Катар ATP International Series Тверде – $975,000 – 32S/16D Одиночний розряд – Парний розряд                               | Роджер Федерер 6–3, 6–1                                      | Іван Любичич                  | Микола Давиденко Альберт Коста                              | Фелісіано Лопес Себастьян Грожан Рафаель Надаль Фабріс Санторо      |
| 3 січня           | Qatar ExxonMobil Open Доха, Катар ATP International Series Тверде – $975,000 – 32S/16D Одиночний розряд – Парний розряд                               | Альберт Коста Рафаель Надаль 6–3, 4–6, 6–3                   | Андрей Павел Михайло Южний    | Микола Давиденко Альберт Коста                              | Фелісіано Лопес Себастьян Грожан Рафаель Надаль Фабріс Санторо      |
| 10 січня          | Heineken Open Окленд (Нова Зеландія), Нова Зеландія ATP International Series Тверде – $401,000 – 32S/16D Одиночний розряд – Парний розряд             | Фернандо Гонсалес 6–4, 6–2                                   | Олів'є Рохус                  | Ян Герних Хуан Ігнасіо Чела                                 | Гільєрмо Кор'я Хосе Акасусо Роббі Джінепрі Потіто Стараче           |
| 10 січня          | Heineken Open Окленд (Нова Зеландія), Нова Зеландія ATP International Series Тверде – $401,000 – 32S/16D Одиночний розряд – Парний розряд             | Їв Аллегро Міхаель Кольманн 6–4, 7–6(7–4)                    | Сімон Аспелін Тодд Перрі      | Ян Герних Хуан Ігнасіо Чела                                 | Гільєрмо Кор'я Хосе Акасусо Роббі Джінепрі Потіто Стараче           |
| 10 січня          | Medibank International Сідней, Австралія ATP International Series Тверде – $419,000 – 32S/16D Одиночний розряд – Парний розряд                        | Ллейтон Г'юїтт 7–5, 6–0                                      | Іво Мінарж                    | Максим Мирний Радек Штепанек                                | Томас Юганссон Тейлор Дент Андрей Павел Фелісіано Лопес             |
| 10 січня          | Medibank International Сідней, Австралія ATP International Series Тверде – $419,000 – 32S/16D Одиночний розряд – Парний розряд                        | Тодд Вудбрідж Магеш Бгупаті 6–3, 6–3                         | Арно Клеман Мікаель Льодра    | Максим Мирний Радек Штепанек                                | Томас Юганссон Тейлор Дент Андрей Павел Фелісіано Лопес             |
| 17 січня 24 січня | Відкритий чемпіонат Австралії з тенісу Мельбурн, Австралія Grand Slam Тверде – $6,743,444 128S/64D/32X Одиночний розряд – Парний розряд – Мікст       | Марат Сафін 1–6, 6–3, 6–4, 6–4                               | Ллейтон Г'юїтт                | Роджер Федерер Енді Роддік                                  | Андре Агассі Домінік Хрбати Давід Налбандян Микола Давиденко        |
| 17 січня 24 січня | Відкритий чемпіонат Австралії з тенісу Мельбурн, Австралія Grand Slam Тверде – $6,743,444 128S/64D/32X Одиночний розряд – Парний розряд – Мікст       | Вейн Блек Кевін Ульєтт 6–4, 6–4                              | Боб Браян Майк Браян          | Роджер Федерер Енді Роддік                                  | Андре Агассі Домінік Хрбати Давід Налбандян Микола Давиденко        |
| 17 січня 24 січня | Відкритий чемпіонат Австралії з тенісу Мельбурн, Австралія Grand Slam Тверде – $6,743,444 128S/64D/32X Одиночний розряд – Парний розряд – Мікст       | Саманта Стосур Скотт Дрейпер 6–2, 2–6, [10–6]                | Лізель Губер Кевін Ульєтт     | Роджер Федерер Енді Роддік                                  | Андре Агассі Домінік Хрбати Давід Налбандян Микола Давиденко        |
| 31 січня          | Milan Indoor Мілан, Італія ATP International Series Килим (i) – $355,000 – 32S/16D Одиночний розряд – Парний розряд                                   | Робін Содерлінг 6–3, 6–7(2–7), 7–6(7–5)                      | Радек Штепанек                | Максим Мирний Іван Любичич                                  | Томас Беренд Сергій Стаховський Райнер Шуттлер Кароль Бек           |
| 31 січня          | Milan Indoor Мілан, Італія ATP International Series Килим (i) – $355,000 – 32S/16D Одиночний розряд – Парний розряд                                   | Джорджо Галімберті Даніеле Браччалі 6–7(8–10), 7–6(8–6), 6–4 | Жан-Франсуа Башло Арно Клеман | Максим Мирний Іван Любичич                                  | Томас Беренд Сергій Стаховський Райнер Шуттлер Кароль Бек           |
| 31 січня          | Movistar Open Вінья-дель-Мар, Чилі ATP International Series Ґрунт – $380,000 – 32S/16D Одиночний розряд – Парний розряд                               | Гастон Гаудіо 6–3, 6–4                                       | Фернандо Гонсалес             | Давид Феррер Філіппо Воландрі                               | Хосе Акасусо Агустін Кальєрі Рубен Рамірес Ідальго Маріано Сабалета |
| 31 січня          | Movistar Open Вінья-дель-Мар, Чилі ATP International Series Ґрунт – $380,000 – 32S/16D Одиночний розряд – Парний розряд                               | Давид Феррер Сантьяго Вентура Бертомеу 6–3, 6–4              | Гастон Етліс Мартін Родрігес  | Давид Феррер Філіппо Воландрі                               | Хосе Акасусо Агустін Кальєрі Рубен Рамірес Ідальго Маріано Сабалета |
| 31 січня          | Delray Beach International Tennis Championships Делрей-Біч, США ATP International Series Тверде – $380,000 – 32S/16D Одиночний розряд – Парний розряд | Ксав'є Малісс 7–6(8–6), 6–2                                  | Їржі Новак (тенісист)         | Вінс Спейдія Веслі Муді                                     | Кевін Кім Рамон Дельгадо Петер Весселс Кеннет Карлсен               |
| 31 січня          | Delray Beach International Tennis Championships Делрей-Біч, США ATP International Series Тверде – $380,000 – 32S/16D Одиночний розряд – Парний розряд | Сімон Аспелін Тодд Перрі 6–3, 6–3                            | Джордан Керр Джим Томас       | Вінс Спейдія Веслі Муді                                     | Кевін Кім Рамон Дельгадо Петер Весселс Кеннет Карлсен               |

### Лютий
| Тиждень   | Турнір | Чемпіони | Фіналісти | Півфіналісти                   | Чвертьфіналісти                                                          |
| --------- | --- | --- | --- | ------------------------------ | ------------------------------------------------------------------------ |
| 7 лютого  | SAP Open Сан-Хосе, США ATP International Series Тверде (i) – $380,000 – 32S/16D Одиночний розряд – Парний розряд | Енді Роддік 6–0, 6–4 | Сіріль Сольньє | Томмі Гаас Юрген Мельцер       | Томас Енквіст Максим Мирний Вінс Спейдія Андре Агассі                    |
| 7 лютого  | SAP Open Сан-Хосе, США ATP International Series Тверде (i) – $380,000 – 32S/16D Одиночний розряд – Парний розряд | Вейн Артурс Пол Генлі 7–6(7–4), 6–4 | Їв Аллегро Міхаель Кольманн                                                                                            | Томмі Гаас Юрген Мельцер       | Томас Енквіст Максим Мирний Вінс Спейдія Андре Агассі                    |
| 7 лютого  | Open 13 Марсель, Франція ATP International Series Тверде (i) – $600,000 – 32S/16D Одиночний розряд – Парний розряд | Йоахім Йоханссон 7–5, 6–4 | Іван Любичич | Маріо Анчич Фелісіано Лопес    | Себастьєн де Шонак Шенг Схалкен Кароль Бек Тейлор Дент                   |
| 7 лютого  | Open 13 Марсель, Франція ATP International Series Тверде (i) – $600,000 – 32S/16D Одиночний розряд – Парний розряд | Мартін Дамм Радек Штепанек 7–6(7–4), 7–6(7–5)                                                                                                   | Марк Ноулз (тенісист) Деніел Нестор                                                                                    | Маріо Анчич Фелісіано Лопес    | Себастьєн де Шонак Шенг Схалкен Кароль Бек Тейлор Дент                   |
| 7 лютого  | ATP Buenos Aires Буенос-Айрес, Аргентина ATP International Series Ґрунт – $380,000 – 32S/16D Одиночний розряд – Парний розряд | Гастон Гаудіо 6–4, 6–4 | Маріано Пуерта | Хосе Акасусо Альберто Мартін   | Карлос Моя Ніколас Альмагро Фелікс Мантілья Рафаель Надаль               |
| 7 лютого  | ATP Buenos Aires Буенос-Айрес, Аргентина ATP International Series Ґрунт – $380,000 – 32S/16D Одиночний розряд – Парний розряд | Франтішек Чермак Леош Фридль 6–2, 7–5 | Хосе Акасусо Себастьян Прієто                                                                                          | Хосе Акасусо Альберто Мартін   | Карлос Моя Ніколас Альмагро Фелікс Мантілья Рафаель Надаль               |
| 14 лютого | Regions Morgan Keegan Championships and the Cellular South Cup Мемфіс, США ATP International Series Gold Тверде (i) – $690,000 – 32S/16D Одиночний розряд – Парний розряд                                                                                     | Кеннет Карлсен 7–5, 7–5 | Максим Мирний | Енді Роддік Томмі Гаас         | Роббі Джінепрі Ян-Майкл Гембілл Антоні Дюпюї Ксав'є Малісс               |
| 14 лютого | Regions Morgan Keegan Championships and the Cellular South Cup Мемфіс, США ATP International Series Gold Тверде (i) – $690,000 – 32S/16D Одиночний розряд – Парний розряд                                                                                     | Сімон Аспелін Тодд Перрі 6–4, 6–4 | Боб Браян Майк Браян                                                                                                   | Енді Роддік Томмі Гаас         | Роббі Джінепрі Ян-Майкл Гембілл Антоні Дюпюї Ксав'є Малісс               |
| 14 лютого | ABN AMRO World Tennis Tournament Роттердам, Нідерланди ATP International Series Gold Тверде (i) – $925,000 – 32S/16D Одиночний розряд – Парний розряд | Роджер Федерер 5–7, 7–5, 7–6(7–5) | Іван Любичич | Маріо Анчич Томас Юганссон     | Микола Давиденко Тім Генман Радек Штепанек Парадорн Шрічапхан            |
| 14 лютого | ABN AMRO World Tennis Tournament Роттердам, Нідерланди ATP International Series Gold Тверде (i) – $925,000 – 32S/16D Одиночний розряд – Парний розряд | Джонатан Ерліх Енді Рам 6–4, 4–6, 6–3 | Цирил Сук Павел Візнер                                                                                                 | Маріо Анчич Томас Юганссон     | Микола Давиденко Тім Генман Радек Штепанек Парадорн Шрічапхан            |
| 14 лютого | Brasil Open Салвадор, Бразилія ATP International Series Ґрунт – $380,000 – 32S/16D Одиночний розряд – Парний розряд | Рафаель Надаль 6–0, 6–7(2–7), 6–1 | Альберто Мартін | Рікардо Мелло Петер Лучак      | Сантьяго Вентура Бертомеу Агустін Кальєрі Маріано Сабалета Едгардо Масса |
| 14 лютого | Brasil Open Салвадор, Бразилія ATP International Series Ґрунт – $380,000 – 32S/16D Одиночний розряд – Парний розряд | Франтішек Чермак Леош Фридль 6–4, 6–4 | Хосе Акасусо Ігнасіо Гонсалес Кінґ                                                                                     | Рікардо Мелло Петер Лучак      | Сантьяго Вентура Бертомеу Агустін Кальєрі Маріано Сабалета Едгардо Масса |
| 21 лютого | Dubai Tennis Championships Дубай, Об'єднані Арабські Емірати ATP International Series Gold Тверде – $1,000,000 – 32S/16D Одиночний розряд – Парний розряд | Роджер Федерер 6–1, 6–7(6–8), 6–3 | Іван Любичич | Андре Агассі Томмі Робредо     | Михайло Южний Микола Давиденко Тім Генман Ніколас Кіфер                  |
| 21 лютого | Dubai Tennis Championships Дубай, Об'єднані Арабські Емірати ATP International Series Gold Тверде – $1,000,000 – 32S/16D Одиночний розряд – Парний розряд | Мартін Дамм Радек Штепанек 6–2, 6–4 | Йонас Бйоркман Фабріс Санторо                                                                                          | Андре Агассі Томмі Робредо     | Михайло Южний Микола Давиденко Тім Генман Ніколас Кіфер                  |
| 21 лютого | Abierto Mexicano Telcel Акапулько, Мексика ATP International Series Gold Ґрунт – $643,000 – 32S/16D Одиночний розряд – Парний розряд | Рафаель Надаль 6–1, 6–0 | Альберт Монтаньєс | Маріано Пуерта Агустін Кальєрі | Фелікс Мантілья Гільєрмо Каньяс Їржі Новак (тенісист) Філіппо Воландрі   |
| 21 лютого | Abierto Mexicano Telcel Акапулько, Мексика ATP International Series Gold Ґрунт – $643,000 – 32S/16D Одиночний розряд – Парний розряд | Давид Феррер Сантьяго Вентура Бертомеу 4–6, 6–1, 6–4                                                                                            | Їржі Ванек Томаш Зіб                                                                                                   | Маріано Пуерта Агустін Кальєрі | Фелікс Мантілья Гільєрмо Каньяс Їржі Новак (тенісист) Філіппо Воландрі   |
| 21 лютого | Tennis Channel Open Скоттдейл, США ATP International Series Тверде – $380,000 – 32S/16D Одиночний розряд – Парний розряд | Вейн Артурс 7–5, 6–3 | Маріо Анчич | Крістоф Рохус Вінс Спейдія     | Давіде Сангінетті Гленн Вейнер Джованні Лапентті Джеймс Блейк            |
| 21 лютого | Tennis Channel Open Скоттдейл, США ATP International Series Тверде – $380,000 – 32S/16D Одиночний розряд – Парний розряд | Боб Браян Майк Браян 7–5, 6–4 | Вейн Артурс Пол Генлі                                                                                                  | Крістоф Рохус Вінс Спейдія     | Давіде Сангінетті Гленн Вейнер Джованні Лапентті Джеймс Блейк            |
| 28 лютого | Кубок Девіса, перший раунд Братислава, Словаччина – hard (i) Фрібур, Швейцарія – hard (i) Сідней, Австралія – grass Буенос-Айрес, Аргентина – clay Moscow, Росія – carpet (i) Страсбург, Франція – clay (i) Брашов, Румунія – clay (i) Каліфорнія, США – hard | Переможці першого раунду Словаччина 4–1 · Нідерланди 3–2 · Австралія 5–0 · Аргентина 5–0 · Росія 4–1 · Франція 3–2 · Румунія 3–2 · Хорватія 3–2 | Переможені у першому раунді Іспанія · Швейцарія · Австрія · Чехія · Чилі · Швеція · Білорусь · Сполучені Штати Америки |                                |                                                                          |

### Березень
| Тиждень               | Турнір | Чемпіони                                               | Фіналісти              | Півфіналісти                | Чвертьфіналісти                                      |
| --------------------- | --- | ------------------------------------------------------ | ---------------------- | --------------------------- | ---------------------------------------------------- |
| 7 березня 14 березня  | Pacific Life Open Індіан-Веллс, США ATP Masters Series Тверде – $2,974,600 – 96S/32D Одиночний розряд – Парний розряд | Роджер Федерер 6–2, 6–4, 6–4                           | Ллейтон Г'юїтт         | Гільєрмо Каньяс Енді Роддік | Ніколас Кіфер Тім Генман Карлос Моя Андре Агассі     |
| 7 березня 14 березня  | Pacific Life Open Індіан-Веллс, США ATP Masters Series Тверде – $2,974,600 – 96S/32D Одиночний розряд – Парний розряд | Марк Ноулз (тенісист) Деніел Нестор 7–6(8–6), 7–6(7–2) | Вейн Артурс Пол Генлі  | Гільєрмо Каньяс Енді Роддік | Ніколас Кіфер Тім Генман Карлос Моя Андре Агассі     |
| 21 березня 28 березня | NASDAQ-100 Open Key Biscayne, США ATP Masters Series Тверде – $3,450,000 – 96S/32D Одиночний розряд – Парний розряд   | Роджер Федерер 2–6, 6–7(4–7), 7–6(7–5), 6–3, 6–1       | Рафаель Надаль         | Андре Агассі Давид Феррер   | Тім Генман Тейлор Дент Домінік Хрбати Томас Юганссон |
| 21 березня 28 березня | NASDAQ-100 Open Key Biscayne, США ATP Masters Series Тверде – $3,450,000 – 96S/32D Одиночний розряд – Парний розряд   | Йонас Бйоркман Максим Мирний 6–1 6–2                   | Вейн Блек Кевін Ульєтт | Андре Агассі Давид Феррер   | Тім Генман Тейлор Дент Домінік Хрбати Томас Юганссон |

### Квітень
| Тиждень   | Турнір | Чемпіони                                     | Фіналісти                                | Півфіналісти                     | Чвертьфіналісти                                                      |
| --------- | --- | -------------------------------------------- | ---------------------------------------- | -------------------------------- | -------------------------------------------------------------------- |
| 4 квітня  | Open de Tenis Comunidad Valenciana Валенсія ATP International Series Ґрунт – $375,000 – 32S/16D Одиночний розряд – Парний розряд      | Ігор Андрєєв 6–3, 5–7, 6–3                   | Давид Феррер                             | Альберт Коста Іван Наварро       | Фернандо Вердаско Альберто Мартін Рафаель Надаль Фернандо Гонсалес   |
| 4 квітня  | Open de Tenis Comunidad Valenciana Валенсія ATP International Series Ґрунт – $375,000 – 32S/16D Одиночний розряд – Парний розряд      | Фернандо Гонсалес Мартін Родрігес 6–4, 6–4   | Лукас Арнольд Кер Маріано Худ            | Альберт Коста Іван Наварро       | Фернандо Вердаско Альберто Мартін Рафаель Надаль Фернандо Гонсалес   |
| 4 квітня  | Grand Prix Hassan II Касабланка, Марокко ATP International Series Ґрунт – $355,000 – 32S/16D Одиночний розряд – Парний розряд         | Маріано Пуерта 6–4, 6–1                      | Хуан Монако                              | Томаш Зіб Філіппо Воландрі       | Крістоф Рохус Жиль Сімон Арно Клеман Жіль Мюллер                     |
| 4 квітня  | Grand Prix Hassan II Касабланка, Марокко ATP International Series Ґрунт – $355,000 – 32S/16D Одиночний розряд – Парний розряд         | Франтішек Чермак Леош Фридль 6–4, 6–3        | Мартін Гарсія Луїс Орна                  | Томаш Зіб Філіппо Воландрі       | Крістоф Рохус Жиль Сімон Арно Клеман Жіль Мюллер                     |
| 11 квітня | Monte Carlo Masters Рокбрюн-Кап-Мартен, Франція ATP Masters Series Ґрунт – $2,200,000 – 64S/24D Одиночний розряд – Парний розряд      | Рафаель Надаль 6–3, 6–1, 0–6, 7–5            | Гільєрмо Кор'я                           | Рішар Гаске Хуан Карлос Ферреро  | Роджер Федерер Гастон Гаудіо Давид Феррер Філіппо Воландрі           |
| 11 квітня | Monte Carlo Masters Рокбрюн-Кап-Мартен, Франція ATP Masters Series Ґрунт – $2,200,000 – 64S/24D Одиночний розряд – Парний розряд      | Леандер Паес Ненад Зімоньїч Walkover         | Боб Браян Майк Браян                     | Рішар Гаске Хуан Карлос Ферреро  | Роджер Федерер Гастон Гаудіо Давид Феррер Філіппо Воландрі           |
| 18 квітня | Torneo Godó Барселона, Іспанія ATP International Series Gold Ґрунт – $900,000 – 56S/24D Одиночний розряд – Парний розряд              | Рафаель Надаль 6–1, 7–6, 6–3                 | Хуан Карлос Ферреро                      | Радек Штепанек Микола Давиденко  | Стен Вавринка Агустін Кальєрі Максим Мирний Гастон Гаудіо            |
| 18 квітня | Torneo Godó Барселона, Іспанія ATP International Series Gold Ґрунт – $900,000 – 56S/24D Одиночний розряд – Парний розряд              | Леандер Паес Ненад Зімоньїч 6–3, 6–3         | Фелісіано Лопес Рафаель Надаль           | Радек Штепанек Микола Давиденко  | Стен Вавринка Агустін Кальєрі Максим Мирний Гастон Гаудіо            |
| 18 квітня | U.S. Men's Clay Court Championships Х'юстон, США ATP International Series Ґрунт – $355,000 – 32S/16D Одиночний розряд – Парний розряд | Енді Роддік 6–2, 6–2                         | Себастьян Грожан                         | Юрген Мельцер Ніколас Лапентті   | Луїс Орна Томмі Гаас Джеймс Блейк Андре Агассі                       |
| 18 квітня | U.S. Men's Clay Court Championships Х'юстон, США ATP International Series Ґрунт – $355,000 – 32S/16D Одиночний розряд – Парний розряд | Марк Ноулз (тенісист) Деніел Нестор 6–3, 6–4 | Мартін Гарсія Луїс Орна                  | Юрген Мельцер Ніколас Лапентті   | Луїс Орна Томмі Гаас Джеймс Блейк Андре Агассі                       |
| 25 квітня | Estoril Open Оейраш, Португалія ATP International Series Ґрунт – $625,000 Одиночний розряд – Парний розряд                            | Гастон Гаудіо 6–1, 2–6, 6–1                  | Томмі Робредо                            | Карлос Моя Гільєрмо Гарсія-Лопес | Поль-Анрі Матьє Давіде Сангінетті Хуан Антоніо Марін Фелісіано Лопес |
| 25 квітня | Estoril Open Оейраш, Португалія ATP International Series Ґрунт – $625,000 Одиночний розряд – Парний розряд                            | Франтішек Чермак Леош Фридль 6–3, 6–4        | Хуан Ігнасіо Чела Томмі Робредо          | Карлос Моя Гільєрмо Гарсія-Лопес | Поль-Анрі Матьє Давіде Сангінетті Хуан Антоніо Марін Фелісіано Лопес |
| 25 квітня | BMW Open Мюнхен, Німеччина ATP International Series Ґрунт – $380,000 Одиночний розряд – Парний розряд                                 | Давід Налбандян 6–4, 6–1                     | Андрей Павел                             | Яркко Ніємінен Томмі Гаас        | Хуан Монако Міхал Мертиняк Вейн Артурс Рамон Слюйтер                 |
| 25 квітня | BMW Open Мюнхен, Німеччина ATP International Series Ґрунт – $380,000 Одиночний розряд – Парний розряд                                 | Маріо Анчич Юліан Ноул 6–3, 1–6, 6–3         | Флоріан Маєр (тенісист) Александер Васке | Яркко Ніємінен Томмі Гаас        | Хуан Монако Міхал Мертиняк Вейн Артурс Рамон Слюйтер                 |

### Травень
| Тиждень             | Турнір | Чемпіони                                             | Фіналісти                        | Півфіналісти                    | Чвертьфіналісти                                                     |
| ------------------- | --- | ---------------------------------------------------- | -------------------------------- | ------------------------------- | ------------------------------------------------------------------- |
| 2 травня            | Italian Open 2005 Rome, Італія ATP Masters Series Ґрунт – $2,450,000 – 64S/24D Одиночний розряд – Парний розряд                         | Рафаель Надаль 6–4, 3–6, 6–3, 4–6, 7–6(8–6)          | Гільєрмо Кор'я                   | Андре Агассі Давид Феррер       | Фернандо Вердаско Домінік Хрбати Альберто Мартін Радек Штепанек     |
| 2 травня            | Italian Open 2005 Rome, Італія ATP Masters Series Ґрунт – $2,450,000 – 64S/24D Одиночний розряд – Парний розряд                         | Мікаель Льодра Фабріс Санторо 6–4 6–2                | Боб Браян Майк Браян             | Андре Агассі Давид Феррер       | Фернандо Вердаско Домінік Хрбати Альберто Мартін Радек Штепанек     |
| 9 травня            | Hamburg Masters Гамбург, Німеччина ATP Masters Series Ґрунт – $2,450,000 – 64S/24D Одиночний розряд – Парний розряд                     | Роджер Федерер 6–3, 7–5, 7–6(7–4)                    | Рішар Гаске                      | Микола Давиденко Крістоф Рохус  | Гільєрмо Кор'я Філіппо Воландрі Хуан Ігнасіо Чела Андреас Сеппі     |
| 9 травня            | Hamburg Masters Гамбург, Німеччина ATP Masters Series Ґрунт – $2,450,000 – 64S/24D Одиночний розряд – Парний розряд                     | Йонас Бйоркман Максим Мирний 4–6, 7–6(7–2), 7–6(7–3) | Мікаель Льодра Фабріс Санторо    | Микола Давиденко Крістоф Рохус  | Гільєрмо Кор'я Філіппо Воландрі Хуан Ігнасіо Чела Андреас Сеппі     |
| 16 травня           | International Raiffeisen Grand Prix Санкт-Пельтен, Австрія ATP International Series Ґрунт – $380,000                                    | Микола Давиденко 6–3, 2–6, 6–4                       | Юрген Мельцер                    | Хосе Акасусо Крістоф Рохус      | Фелікс Мантілья Міхаель Кольманн Давід Санчес Гільєрмо Гарсія-Лопес |
| 16 травня           | International Raiffeisen Grand Prix Санкт-Пельтен, Австрія ATP International Series Ґрунт – $380,000                                    | Лукас Арнольд Кер Пол Генлі 6–3, 6–4                 | Мартін Дамм Маріано Худ          | Хосе Акасусо Крістоф Рохус      | Фелікс Мантілья Міхаель Кольманн Давід Санчес Гільєрмо Гарсія-Лопес |
| 16 травня           | ARAG ATP World Team Championship Дюссельдорф, Німеччина World Team Cup Ґрунт – $1,500,000                                               | 2–1                                                  | Аргентина                        | Раунд Robin (Red Group)         | Раунд Robin (Blue Group)                                            |
| 23 травня 30 травня | Відкритий чемпіонат Франції з тенісу Paris, Франція Grand Slam Ґрунт – $7,992,394 128S/64D/32X Одиночний розряд – Парний розряд – Мікст | Рафаель Надаль 6–7(6–8), 6–3, 6–1, 7–5               | Маріано Пуерта                   | Роджер Федерер Микола Давиденко | Віктор Генеску Давид Феррер Томмі Робредо Гільєрмо Каньяс           |
| 23 травня 30 травня | Відкритий чемпіонат Франції з тенісу Paris, Франція Grand Slam Ґрунт – $7,992,394 128S/64D/32X Одиночний розряд – Парний розряд – Мікст | Йонас Бйоркман Максим Мирний 2–6, 6–1, 6–4           | Боб Браян Майк Браян             | Роджер Федерер Микола Давиденко | Віктор Генеску Давид Феррер Томмі Робредо Гільєрмо Каньяс           |
| 23 травня 30 травня | Відкритий чемпіонат Франції з тенісу Paris, Франція Grand Slam Ґрунт – $7,992,394 128S/64D/32X Одиночний розряд – Парний розряд – Мікст | Даніела Гантухова Фабріс Санторо 3–6, 6–3, 6–2       | Мартіна Навратілова Леандер Паес | Роджер Федерер Микола Давиденко | Віктор Генеску Давид Феррер Томмі Робредо Гільєрмо Каньяс           |

### Червень
| Тиждень             | Турнір | Чемпіони                                            | Фіналісти                    | Півфіналісти                  | Чвертьфіналісти                                                      |
| ------------------- | --- | --------------------------------------------------- | ---------------------------- | ----------------------------- | -------------------------------------------------------------------- |
| 6 червня            | Stella Artois Championships London, Велика Британія ATP International Series Трава – $800,000 Одиночний розряд – Парний розряд   | Енді Роддік 7–6(9–7), 7–6(7–4)                      | Іво Карлович                 | Томас Юганссон Радек Штепанек | Ллейтон Г'юїтт Тім Генман Рішар Гаске Себастьян Грожан               |
| 6 червня            | Stella Artois Championships London, Велика Британія ATP International Series Трава – $800,000 Одиночний розряд – Парний розряд   | Боб Браян Майк Браян 7–6(11–9), 7–6(7–4)            | Йонас Бйоркман Максим Мирний | Томас Юганссон Радек Штепанек | Ллейтон Г'юїтт Тім Генман Рішар Гаске Себастьян Грожан               |
| 6 червня            | Gerry Weber Open Галле (Вестфалія), Німеччина ATP International Series Трава – $800,000 Одиночний розряд – Парний розряд         | Роджер Федерер 6–4, 6–7(6–8), 6–4                   | Марат Сафін                  | Томмі Гаас Гільєрмо Каньяс    | Філіпп Кольшрайбер Хуан Карлос Ферреро Райнер Шуттлер Олів'є Рохус   |
| 6 червня            | Gerry Weber Open Галле (Вестфалія), Німеччина ATP International Series Трава – $800,000 Одиночний розряд – Парний розряд         | Роджер Федерер Їв Аллегро 7–5, 6–7(6–8), 6–3        | Йоахім Йоханссон Марат Сафін | Томмі Гаас Гільєрмо Каньяс    | Філіпп Кольшрайбер Хуан Карлос Ферреро Райнер Шуттлер Олів'є Рохус   |
| 13 червня           | Nottingham Open Ноттінгем, Велика Британія ATP International Series Трава – $380,000 Одиночний розряд – Парний розряд            | Рішар Гаске 6–2, 6–3                                | Максим Мирний                | Олів'є Рохус Тейлор Дент      | Іво Карлович Кеннет Карлсен Парадорн Шрічапхан Томас Юганссон        |
| 13 червня           | Nottingham Open Ноттінгем, Велика Британія ATP International Series Трава – $380,000 Одиночний розряд – Парний розряд            | Енді Рам Джонатан Ерліх 4–6, 6–3, 7–5               | Сімон Аспелін Тодд Перрі     | Олів'є Рохус Тейлор Дент      | Іво Карлович Кеннет Карлсен Парадорн Шрічапхан Томас Юганссон        |
| 13 червня           | Ordina Open Гертогенбос, Нідерланди ATP International Series Трава – $380,000 Одиночний розряд – Парний розряд                   | Маріо Анчич 7–5, 6–4                                | Мікаель Льодра               | Марк Філіппуссіс Ян Герних    | Ларс Бургсмюллер Давіде Сангінетті Йонас Бйоркман Філіпп Кольшрайбер |
| 13 червня           | Ordina Open Гертогенбос, Нідерланди ATP International Series Трава – $380,000 Одиночний розряд – Парний розряд                   | Цирил Сук Павел Візнер 6–3, 6–4                     | Томаш Цибулець Леош Фридль   | Марк Філіппуссіс Ян Герних    | Ларс Бургсмюллер Давіде Сангінетті Йонас Бйоркман Філіпп Кольшрайбер |
| 20 червня 27 червня | Вімблдонський турнір London, Велика Британія Grand Slam Трава – $8,616,793 128S/64D/48X Одиночний розряд – Парний розряд – Мікст | Роджер Федерер 6–2, 7–6(7–2), 6–4                   | Енді Роддік                  | Ллейтон Г'юїтт Томас Юганссон | Фернандо Гонсалес Фелісіано Лопес Давід Налбандян Себастьян Грожан   |
| 20 червня 27 червня | Вімблдонський турнір London, Велика Британія Grand Slam Трава – $8,616,793 128S/64D/48X Одиночний розряд – Парний розряд – Мікст | Стівен Гасс Веслі Муді 7–6(7–4), 6–3, 6–7(2–7), 6–3 | Боб Браян Майк Браян         | Ллейтон Г'юїтт Томас Юганссон | Фернандо Гонсалес Фелісіано Лопес Давід Налбандян Себастьян Грожан   |
| 20 червня 27 червня | Вімблдонський турнір London, Велика Британія Grand Slam Трава – $8,616,793 128S/64D/48X Одиночний розряд – Парний розряд – Мікст | Марі П'єрс Магеш Бгупаті 6–4, 6–2                   | Тетяна Перебийніс Пол Генлі  | Ллейтон Г'юїтт Томас Юганссон | Фернандо Гонсалес Фелісіано Лопес Давід Налбандян Себастьян Грожан   |

### Липень
| Тиждень  | Турнір | Чемпіони                                                                          | Фіналісти                                                             | Півфіналісти                           | Чвертьфіналісти                                                   |
| -------- | --- | --------------------------------------------------------------------------------- | --------------------------------------------------------------------- | -------------------------------------- | ----------------------------------------------------------------- |
| 4 липня  | Campbell's Hall of Fame Tennis Championships Ньюпорт, США ATP International Series Трава – $380,000 Одиночний розряд – Парний розряд      | Грег Руседскі 7–6(7–3), 2–6, 6–4                                                  | Вінс Спейдія                                                          | Веслі Муді Пол Голдстейн               | Міхал Мертиняк Антоні Дюпюї Александер Васке Душан Вемич          |
| 4 липня  | Campbell's Hall of Fame Tennis Championships Ньюпорт, США ATP International Series Трава – $380,000 Одиночний розряд – Парний розряд      | Джордан Керр Джим Томас 7–6(7–5) 7–6(7–5)                                         | Грейдон Олівер Тревіс Перротт                                         | Веслі Муді Пол Голдстейн               | Міхал Мертиняк Антоні Дюпюї Александер Васке Душан Вемич          |
| 4 липня  | Allianz Suisse Open Gstaad Gstaad, Швейцарія ATP International Series Ґрунт – $495,000 Одиночний розряд – Парний розряд                   | Гастон Гаудіо 6–4, 6–4                                                            | Стен Вавринка                                                         | Резван Сабиу Ніколас Массу             | Потіто Стараче Франтішек Чермак Луїс Орна Андреас Сеппі           |
| 4 липня  | Allianz Suisse Open Gstaad Gstaad, Швейцарія ATP International Series Ґрунт – $495,000 Одиночний розряд – Парний розряд                   | Франтішек Чермак Леош Фридль 7–6(8–6), 7–6(13–11)                                 | Міхаель Кольманн Райнер Шуттлер                                       | Резван Сабиу Ніколас Массу             | Потіто Стараче Франтішек Чермак Луїс Орна Андреас Сеппі           |
| 4 липня  | Synsam Swedish Open Бостад, Швеція ATP International Series Ґрунт – $380,000 Одиночний розряд – Парний розряд                             | Рафаель Надаль 2–6, 6–2, 6–4                                                      | Томаш Бердих                                                          | Томмі Робредо Їржі Ванек               | Хуан Карлос Ферреро Михайло Южний Оскар Ернандес Маріано Сабалета |
| 4 липня  | Synsam Swedish Open Бостад, Швеція ATP International Series Ґрунт – $380,000 Одиночний розряд – Парний розряд                             | Йонас Бйоркман Йоахім Йоханссон 6–2, 6–3                                          | Хосе Акасусо Себастьян Прієто                                         | Томмі Робредо Їржі Ванек               | Хуан Карлос Ферреро Михайло Южний Оскар Ернандес Маріано Сабалета |
| 11 липня | Davis Cup Quarterfinals Братислава, Словаччина – hard (i) Сідней, Австралія – grass Moscow, Росія – clay (i) Спліт, Хорватія – carpet (i) | Переможці чвертьфіналів Словаччина 4–1 · Аргентина 4–1 · Росія 3–2 · Хорватія 4–1 | Переможені у чвертьфіналах Нідерланди · Австралія · Франція · Румунія |                                        |                                                                   |
| 18 липня | Mercedes Cup Штутгарт, Німеччина ATP International Series Gold Ґрунт – $719,000 Одиночний розряд – Парний розряд                          | Рафаель Надаль 6–3, 6–3, 6–4                                                      | Гастон Гаудіо                                                         | Яркко Ніємінен Микола Давиденко        | Томаш Зіб Андреас Сеппі Маріано Сабалета Томаш Бердих             |
| 18 липня | Mercedes Cup Штутгарт, Німеччина ATP International Series Gold Ґрунт – $719,000 Одиночний розряд – Парний розряд                          | Хосе Акасусо Себастьян Прієто 7–6(7–4), 6–3                                       | Маріано Худ Томмі Робредо                                             | Яркко Ніємінен Микола Давиденко        | Томаш Зіб Андреас Сеппі Маріано Сабалета Томаш Бердих             |
| 18 липня | Dutch Open Амерсфорт, Нідерланди ATP International Series Ґрунт – $380,000 Одиночний розряд – Парний розряд                               | Фернандо Гонсалес 7–5, 6–3                                                        | Агустін Кальєрі                                                       | Іво Мінарж Давід Санчес                | Маріано Пуерта Мелле ван Ґемерден Ніколас Массу Даніеле Браччалі  |
| 18 липня | Dutch Open Амерсфорт, Нідерланди ATP International Series Ґрунт – $380,000 Одиночний розряд – Парний розряд                               | Мартін Гарсія Луїс Орна 6–4, 6–4                                                  | Фернандо Гонсалес Ніколас Массу                                       | Іво Мінарж Давід Санчес                | Маріано Пуерта Мелле ван Ґемерден Ніколас Массу Даніеле Браччалі  |
| 18 липня | RCA Championships Індіанаполіс, США ATP International Series Тверде – $600,000 Одиночний розряд – Парний розряд                           | Роббі Джінепрі 4–6, 6–3, 3–0 ret.                                                 | Тейлор Дент                                                           | Кароль Бек Грег Руседскі               | Енді Роддік Жорж Бастл Пол Голдстейн Ніколас Кіфер                |
| 18 липня | RCA Championships Індіанаполіс, США ATP International Series Тверде – $600,000 Одиночний розряд – Парний розряд                           | Пол Генлі Грейдон Олівер 6–2, 3-1 ret.                                            | Сімон Аспелін Тодд Перрі                                              | Кароль Бек Грег Руседскі               | Енді Роддік Жорж Бастл Пол Голдстейн Ніколас Кіфер                |
| 25 липня | Generali Open Кіцбюель, Австрія ATP International Series Gold Ґрунт – $760,000 Одиночний розряд – Парний розряд                           | Гастон Гаудіо 2–6, 6–2, 6–4, 6–4                                                  | Фернандо Вердаско                                                     | Маріано Сабалета Ніколас Массу         | Фелісіано Лопес Михайло Южний Ніколас Лапентті Віктор Генеску     |
| 25 липня | Generali Open Кіцбюель, Австрія ATP International Series Gold Ґрунт – $760,000 Одиночний розряд – Парний розряд                           | Леош Фридль Андрей Павел 6–2, 6–7(5–7), 6–0                                       | Крістоф Рохус Олів'є Рохус                                            | Маріано Сабалета Ніколас Массу         | Фелісіано Лопес Михайло Южний Ніколас Лапентті Віктор Генеску     |
| 25 липня | Mercedes-Benz Cup Лос-Анджелес, США ATP International Series Тверде – $380,000 Одиночний розряд – Парний розряд                           | Андре Агассі 6–4, 7–5                                                             | Жіль Мюллер                                                           | Хуан Ігнасіо Чела Домінік Хрбати       | Парадорн Шрічапхан Ксав'є Малісс Роббі Джінепрі Рікардо Мелло     |
| 25 липня | Mercedes-Benz Cup Лос-Анджелес, США ATP International Series Тверде – $380,000 Одиночний розряд – Парний розряд                           | Браян Макфі Рік Ліч 6–3, 6–4                                                      | Джонатан Ерліх Енді Рам                                               | Хуан Ігнасіо Чела Домінік Хрбати       | Парадорн Шрічапхан Ксав'є Малісс Роббі Джінепрі Рікардо Мелло     |
| 25 липня | Croatia Open Umag Умаг, Хорватія ATP International Series Ґрунт – $400,000 Одиночний розряд – Парний розряд                               | Гільєрмо Кор'я 6–2, 4–6, 6–2                                                      | Карлос Моя                                                            | Їржі Новак (тенісист) Філіппо Воландрі | Лукаш Длоуги Давид Феррер Томмі Робредо Хуан Карлос Ферреро       |
| 25 липня | Croatia Open Umag Умаг, Хорватія ATP International Series Ґрунт – $400,000 Одиночний розряд – Парний розряд                               | Їржі Новак (тенісист) Петр Пала 6–3, 6–3                                          | Міхал Мертиняк Давід Шкох                                             | Їржі Новак (тенісист) Філіппо Воландрі | Лукаш Длоуги Давид Феррер Томмі Робредо Хуан Карлос Ферреро       |

### Серпень
| Тиждень             | Турнір | Чемпіони                                            | Фіналісти                          | Півфіналісти                    | Чвертьфіналісти                                                |
| ------------------- | --- | --------------------------------------------------- | ---------------------------------- | ------------------------------- | -------------------------------------------------------------- |
| 1 серпня            | Orange Prokom Open Сопот (Польща), Польща ATP International Series Ґрунт – $500,000 Одиночний розряд – Парний розряд                | Гаель Монфіс 7–6(8–6), 4–6, 7–5                     | Флоріан Маєр (тенісист)            | Гільєрмо Кор'я Потіто Стараче   | Яркко Ніємінен Ігор Андрєєв Хосе Акасусо Віктор Генеску        |
| 1 серпня            | Orange Prokom Open Сопот (Польща), Польща ATP International Series Ґрунт – $500,000 Одиночний розряд – Парний розряд                | Маріуш Фирстенберг Марцин Матковський 7–6(9–7), 6–4 | Лукас Арнольд Кер Себастьян Прієто | Гільєрмо Кор'я Потіто Стараче   | Яркко Ніємінен Ігор Андрєєв Хосе Акасусо Віктор Генеску        |
| 1 серпня            | Legg Mason Tennis Classic Washington, D.C., США ATP International Series Тверде – $600,000 Одиночний розряд – Парний розряд         | Енді Роддік 7–5, 6–3                                | Джеймс Блейк                       | Парадорн Шрічапхан Томаш Бердих | Іво Карлович Луїс Орна Арно Клеман Боббі Рейнольдс             |
| 1 серпня            | Legg Mason Tennis Classic Washington, D.C., США ATP International Series Тверде – $600,000 Одиночний розряд – Парний розряд         | Боб Браян Майк Браян 7–5, 6–3                       | Вейн Блек Кевін Ульєтт             | Парадорн Шрічапхан Томаш Бердих | Іво Карлович Луїс Орна Арно Клеман Боббі Рейнольдс             |
| 8 серпня            | Rogers Cup Монреаль, Канада ATP Masters Series Тверде – $2,450,000 Одиночний розряд – Парний розряд                                 | Рафаель Надаль 6–3, 4–6, 6–2                        | Андре Агассі                       | Поль-Анрі Матьє Грег Руседскі   | Маріано Пуерта Кароль Бек Гастон Гаудіо Домінік Хрбати         |
| 8 серпня            | Rogers Cup Монреаль, Канада ATP Masters Series Тверде – $2,450,000 Одиночний розряд – Парний розряд                                 | Вейн Блек Кевін Ульєтт 6–7(5–7), 6–3, 6–0           | Джонатан Ерліх Енді Рам            | Поль-Анрі Матьє Грег Руседскі   | Маріано Пуерта Кароль Бек Гастон Гаудіо Домінік Хрбати         |
| 15 серпня           | Western & Southern Financial Group Masters Мейсон, США ATP Masters Series Тверде – $2,450,000 Одиночний розряд – Парний розряд      | Роджер Федерер 6–3, 7–5                             | Енді Роддік                        | Роббі Джінепрі Ллейтон Г'юїтт   | Хосе Акасусо Марат Сафін Микола Давиденко Михайло Южний        |
| 15 серпня           | Western & Southern Financial Group Masters Мейсон, США ATP Masters Series Тверде – $2,450,000 Одиночний розряд – Парний розряд      | Йонас Бйоркман Максим Мирний 6–4, 5–7, 6–2          | Вейн Блек Кевін Ульєтт             | Роббі Джінепрі Ллейтон Г'юїтт   | Хосе Акасусо Марат Сафін Микола Давиденко Михайло Южний        |
| 21 серпня           | Pilot Pen Tennis Нью-Гейвен, США ATP International Series Тверде – $675,000 Одиночний розряд – Парний розряд                        | Джеймс Блейк 3–6, 7–5, 6–1                          | Фелісіано Лопес                    | Віктор Генеску Давид Феррер     | Хуан Ігнасіо Чела Томмі Робредо Ігор Андрєєв Фернандо Вердаско |
| 21 серпня           | Pilot Pen Tennis Нью-Гейвен, США ATP International Series Тверде – $675,000 Одиночний розряд – Парний розряд                        | Гастон Етліс Мартін Родрігес 6–4, 6–3               | Ражів Рам Боббі Рейнольдс          | Віктор Генеску Давид Феррер     | Хуан Ігнасіо Чела Томмі Робредо Ігор Андрєєв Фернандо Вердаско |
| 28 серпня 5 вересня | Відкритий чемпіонат США з тенісу Нью-Йорк, США Grand Slam Тверде – $7,950,000 128S/64D/32X Одиночний розряд – Парний розряд – Мікст | Роджер Федерер 6–3, 2–6, 7–6(7–1), 6–1              | Андре Агассі                       | Ллейтон Г'юїтт Роббі Джінепрі   | Давід Налбандян Яркко Ніємінен Гільєрмо Кор'я Джеймс Блейк     |
| 28 серпня 5 вересня | Відкритий чемпіонат США з тенісу Нью-Йорк, США Grand Slam Тверде – $7,950,000 128S/64D/32X Одиночний розряд – Парний розряд – Мікст | Боб Браян Майк Браян 6–1, 6–4                       | Йонас Бйоркман Максим Мирний       | Ллейтон Г'юїтт Роббі Джінепрі   | Давід Налбандян Яркко Ніємінен Гільєрмо Кор'я Джеймс Блейк     |
| 28 серпня 5 вересня | Відкритий чемпіонат США з тенісу Нью-Йорк, США Grand Slam Тверде – $7,950,000 128S/64D/32X Одиночний розряд – Парний розряд – Мікст | Даніела Гантухова Магеш Бгупаті 6–4, 6–2            | Катарина Среботнік Ненад Зімоньїч  | Ллейтон Г'юїтт Роббі Джінепрі   | Давід Налбандян Яркко Ніємінен Гільєрмо Кор'я Джеймс Блейк     |

### Вересень
| Тиждень    | Турнір | Чемпіони                                               | Фіналісти                             | Півфіналісти                       | Чвертьфіналісти                                                              |
| ---------- | --- | ------------------------------------------------------ | ------------------------------------- | ---------------------------------- | ---------------------------------------------------------------------------- |
| 12 вересня | China Open Пекін, КНР ATP International Series Тверде – $500,000 Одиночний розряд – Парний розряд                  | Рафаель Надаль 5–7, 6–1, 6–2                           | Гільєрмо Кор'я                        | Хуан Карлос Ферреро Томас Юганссон | Петер Весселс Давід Налбандян Карлос Моя Михайло Южний                       |
| 12 вересня | China Open Пекін, КНР ATP International Series Тверде – $500,000 Одиночний розряд – Парний розряд                  | Джастін Гімелстоб Натан Гілі 4–6, 6–3, 6–2             | Дмитро Турсунов Михайло Южний         | Хуан Карлос Ферреро Томас Юганссон | Петер Весселс Давід Налбандян Карлос Моя Михайло Южний                       |
| 12 вересня | BCR Open Romania Бухарест, Румунія ATP International Series Ґрунт – $380,000 Одиночний розряд – Парний розряд      | Флоран Серра 6–3, 6–4                                  | Ігор Андрєєв                          | Віктор Генеску Андрей Павел        | Маріано Пуерта Рубен Рамірес Ідальго Флоріан Маєр (тенісист) Поль-Анрі Матьє |
| 12 вересня | BCR Open Romania Бухарест, Румунія ATP International Series Ґрунт – $380,000 Одиночний розряд – Парний розряд      | Хосе Акасусо Себастьян Прієто 6–3, 4–6, 6–3            | Віктор Генеску Андрей Павел           | Віктор Генеску Андрей Павел        | Маріано Пуерта Рубен Рамірес Ідальго Флоріан Маєр (тенісист) Поль-Анрі Матьє |
| 19 вересня | Davis Cup Semifinals Братислава, Словаччина – hard (i) Спліт, Хорватія – carpet (i)                                | Semifinals winners Словаччина 4–1 · Хорватія 3–2       | Semifinals losers Аргентина · Росія   |                                    |                                                                              |
| 26 вересня | PTT Thailand Open Бангкок, Таїланд ATP International Series Тверде (i) – $550,000 Одиночний розряд – Парний розряд | Роджер Федерер 6–3, 7–5                                | Енді Маррей                           | Яркко Ніємінен Парадорн Шрічапхан  | Жіль Мюллер Джиммі Ван Роббі Джінепрі Ллейтон Г'юїтт                         |
| 26 вересня | PTT Thailand Open Бангкок, Таїланд ATP International Series Тверде (i) – $550,000 Одиночний розряд – Парний розряд | Пол Генлі Леандер Паес 6–7(5–7), 6–1, 6–2              | Джонатан Ерліх Енді Рам               | Яркко Ніємінен Парадорн Шрічапхан  | Жіль Мюллер Джиммі Ван Роббі Джінепрі Ллейтон Г'юїтт                         |
| 26 вересня | Vietnam Open Хошимін, В'єтнам ATP International Series Килим (i) – $380,000 Одиночний розряд – Парний розряд       | Йонас Бйоркман 6–3, 7–6(7–4)                           | Радек Штепанек                        | Маріано Пуерта Томас Юганссон      | Райнер Шуттлер Александер Васке Хуан Монако Сіріль Сольньє                   |
| 26 вересня | Vietnam Open Хошимін, В'єтнам ATP International Series Килим (i) – $380,000 Одиночний розряд – Парний розряд       | Ларс Бургсмюллер Філіпп Кольшрайбер 5–6(3–7), 6–4, 6–2 | Ешлі Фішер Роберт Ліндстедт           | Маріано Пуерта Томас Юганссон      | Райнер Шуттлер Александер Васке Хуан Монако Сіріль Сольньє                   |
| 26 вересня | Campionati Internazionali di Sicilia Палермо, Італія ATP International Series Ґрунт – $380,000                     | Ігор Андрєєв 0–6, 6–1, 6–3                             | Філіппо Воландрі                      | Андреас Сеппі Томас Беренд         | Альберто Мартін Давіде Сангінетті Хуан Карлос Ферреро Томмі Робредо          |
| 26 вересня | Campionati Internazionali di Sicilia Палермо, Італія ATP International Series Ґрунт – $380,000                     | Мартін Гарсія Маріано Худ 6–2, 6–3                     | Маріуш Фирстенберг Марцин Матковський | Андреас Сеппі Томас Беренд         | Альберто Мартін Давіде Сангінетті Хуан Карлос Ферреро Томмі Робредо          |

### Жовтень
| Тиждень   | Турнір | Чемпіони                                          | Фіналісти                           | Півфіналісти                    | Чвертьфіналісти                                                  |
| --------- | --- | ------------------------------------------------- | ----------------------------------- | ------------------------------- | ---------------------------------------------------------------- |
| 3 жовтня  | Відкритий чемпіонат Японії з тенісу AIG Tokyo, Японія ATP International Series Gold Тверде – $765,000 Одиночний розряд – Парний розряд | Веслі Муді 1–6, 7–6(9–7), 6–4                     | Маріо Анчич                         | Б'єрн Фау Яркко Ніємінен        | Маркос Багдатіс Роббі Джінепрі Тейлор Дент Радек Штепанек        |
| 3 жовтня  | Відкритий чемпіонат Японії з тенісу AIG Tokyo, Японія ATP International Series Gold Тверде – $765,000 Одиночний розряд – Парний розряд | Судзукі Такао Івабуті Сатосі 5–4(7–3), 5–4(15–13) | Сімон Аспелін Тодд Перрі            | Б'єрн Фау Яркко Ніємінен        | Маркос Багдатіс Роббі Джінепрі Тейлор Дент Радек Штепанек        |
| 3 жовтня  | Open de Moselle Мец, Франція ATP International Series Тверде (i) – $380,000 Одиночний розряд – Парний розряд                           | Іван Любичич 7–6(9–7), 6–0                        | Гаель Монфіс                        | Микола Давиденко Домінік Хрбати | Андреас Сеппі Робін Содерлінг Марк Філіппуссіс Рішар Гаске       |
| 3 жовтня  | Open de Moselle Мец, Франція ATP International Series Тверде (i) – $380,000 Одиночний розряд – Парний розряд                           | Мікаель Льодра Фабріс Санторо 5–2, 3–5, 5–4(7–4)  | Хосе Акасусо Себастьян Прієто       | Микола Давиденко Домінік Хрбати | Андреас Сеппі Робін Содерлінг Марк Філіппуссіс Рішар Гаске       |
| 10 жовтня | BA-CA Tennis Trophy Відень, Австрія ATP International Series Gold Тверде (i) – $689,000 Одиночний розряд – Парний розряд               | Іван Любичич 6–2, 6–4, 7–6(7–5)                   | Хуан Карлос Ферреро                 | Радек Штепанек Томмі Робредо    | Давід Налбандян Фелісіано Лопес Фернандо Гонсалес Жан-Рене Лінар |
| 10 жовтня | BA-CA Tennis Trophy Відень, Австрія ATP International Series Gold Тверде (i) – $689,000 Одиночний розряд – Парний розряд               | Деніел Нестор Марк Ноулз (тенісист) 5–3, 5–4(7–2) | Джонатан Ерліх Енді Рам             | Радек Штепанек Томмі Робредо    | Давід Налбандян Фелісіано Лопес Фернандо Гонсалес Жан-Рене Лінар |
| 10 жовтня | Stockholm Open Стокгольм, Швеція ATP International Series Тверде (i) – $800,000 Одиночний розряд – Парний розряд                       | Джеймс Блейк 6–1, 7–6(8–6)                        | Парадорн Шрічапхан                  | Давіде Сангінетті Олів'є Рохус  | Томас Юганссон Райнер Шуттлер Йонас Бйоркман Альберто Мартін     |
| 10 жовтня | Stockholm Open Стокгольм, Швеція ATP International Series Тверде (i) – $800,000 Одиночний розряд – Парний розряд                       | Вейн Артурс Пол Генлі 5–3, 5–3                    | Леандер Паес Ненад Зімоньїч         | Давіде Сангінетті Олів'є Рохус  | Томас Юганссон Райнер Шуттлер Йонас Бйоркман Альберто Мартін     |
| 10 жовтня | Кубок Кремля Moscow, Росія ATP International Series Килим (i) – $1,000,000 Одиночний розряд – Парний розряд                            | Ігор Андрєєв 5–7, 7–6(7–3), 6–2                   | Ніколас Кіфер                       | Дмитро Турсунов Ігор Куніцин    | Даніеле Браччалі Михайло Южний Максим Мирний Андрей Павел        |
| 10 жовтня | Кубок Кремля Moscow, Росія ATP International Series Килим (i) – $1,000,000 Одиночний розряд – Парний розряд                            | Максим Мирний Михайло Южний 5–1, 5–1              | Ігор Андрєєв Микола Давиденко       | Дмитро Турсунов Ігор Куніцин    | Даніеле Браччалі Михайло Южний Максим Мирний Андрей Павел        |
| 17 жовтня | Mutua Madrileña Masters Madrid Мадрид, Іспанія ATP Masters Series Тверде (i) – $2,450,000 Одиночний розряд – Парний розряд             | Рафаель Надаль 3–6, 2–6, 6–4, 6–3, 7–6(7–3)       | Іван Любичич                        | Роббі Джінепрі Давід Налбандян  | Радек Штепанек Давид Феррер Фернандо Гонсалес Іво Карлович       |
| 17 жовтня | Mutua Madrileña Masters Madrid Мадрид, Іспанія ATP Masters Series Тверде (i) – $2,450,000 Одиночний розряд – Парний розряд             | Марк Ноулз (тенісист) Деніел Нестор 3–6, 6–3, 6–2 | Леандер Паес Ненад Зімоньїч         | Роббі Джінепрі Давід Налбандян  | Радек Штепанек Давид Феррер Фернандо Гонсалес Іво Карлович       |
| 24 жовтня | Davidoff Swiss Indoors Базель, Швейцарія ATP International Series Килим (i) – $1,000,000 Одиночний розряд – Парний розряд              | Фернандо Гонсалес 6–7(8–10), 6–3, 7–5, 6–4        | Маркос Багдатіс                     | Домінік Хрбати Давід Налбандян  | Крістоф Вліген Енді Маррей Хосе Акасусо Парадорн Шрічапхан       |
| 24 жовтня | Davidoff Swiss Indoors Базель, Швейцарія ATP International Series Килим (i) – $1,000,000 Одиночний розряд – Парний розряд              | Агустін Кальєрі Фернандо Гонсалес 7–5, 7–5        | Стівен Гасс Веслі Муді              | Домінік Хрбати Давід Налбандян  | Крістоф Вліген Енді Маррей Хосе Акасусо Парадорн Шрічапхан       |
| 24 жовтня | Grand Prix de Tennis de Lyon Ліон, Франція ATP International Series Килим (i) – $800,000 Одиночний розряд – Парний розряд              | Енді Роддік 6–3, 6–2                              | Гаель Монфіс                        | Фабріс Санторо Себастьян Грожан | Маріо Анчич Вінс Спейдія Марк Жікель Олів'є Рохус                |
| 24 жовтня | Grand Prix de Tennis de Lyon Ліон, Франція ATP International Series Килим (i) – $800,000 Одиночний розряд – Парний розряд              | Мікаель Льодра Фабріс Санторо 6–3, 6–1            | Джефф Кутзе Рогір Вассен            | Фабріс Санторо Себастьян Грожан | Маріо Анчич Вінс Спейдія Марк Жікель Олів'є Рохус                |
| 24 жовтня | St. Petersburg Open Санкт-Петербург, Росія ATP International Series Килим (i) – $1,000,000 Одиночний розряд – Парний розряд            | Томас Юганссон 6–4, 6–2                           | Ніколас Кіфер                       | Робін Вік Фернандо Вердаско     | Микола Давиденко Михайло Южний Кеннет Карлсен Грег Руседскі      |
| 24 жовтня | St. Petersburg Open Санкт-Петербург, Росія ATP International Series Килим (i) – $1,000,000 Одиночний розряд – Парний розряд            | Юліан Ноул Юрген Мельцер 4–6, 7–5, 7–5            | Йонас Бйоркман Максим Мирний        | Робін Вік Фернандо Вердаско     | Микола Давиденко Михайло Южний Кеннет Карлсен Грег Руседскі      |
| 31 жовтня | BNP Paribas Masters Paris, Франція ATP Masters Series Килим (i) – $2,450,000 Одиночний розряд – Парний розряд                          | Томаш Бердих 6–3, 6–4, 3–6, 4–6, 6–4              | Іван Любичич                        | Енді Роддік Радек Штепанек      | Давид Феррер Томмі Робредо Микола Давиденко Гастон Гаудіо        |
| 31 жовтня | BNP Paribas Masters Paris, Франція ATP Masters Series Килим (i) – $2,450,000 Одиночний розряд – Парний розряд                          | Боб Браян Майк Браян 6–4, 6–7(3–7), 6–4           | Деніел Нестор Марк Ноулз (тенісист) | Енді Роддік Радек Штепанек      | Давид Феррер Томмі Робредо Микола Давиденко Гастон Гаудіо        |

### Листопад
| Тиждень      | Турнір | Чемпіони                                                                    | Фіналісти                                                                 | Півфіналісти                   | Чвертьфіналісти                                                                       |
| ------------ | --- | --------------------------------------------------------------------------- | ------------------------------------------------------------------------- | ------------------------------ | ------------------------------------------------------------------------------------- |
| 14 листопада | Tennis Masters Cup Шанхай, КНР Tennis Masters Cup Килим (i) – $3,700,000 Одиночний розряд – Парний розряд | Давід Налбандян 6–7(4–7), 6–7(11–13), 6–2, 6–1, 7–6(7–3)                    | Роджер Федерер                                                            | Гастон Гаудіо Микола Давиденко | Раунд Robin Іван Любичич Гільєрмо Кор'я Фернандо Гонсалес Маріано Пуерта Андре Агассі |
| 14 листопада | Tennis Masters Cup Шанхай, КНР Tennis Masters Cup Килим (i) – $3,700,000 Одиночний розряд – Парний розряд | Мікаель Льодра Фабріс Санторо 6–7(6–8), 6–3, 7–6(7–4)                       | Леандер Паес Ненад Зімоньїч                                               | Гастон Гаудіо Микола Давиденко | Раунд Robin Іван Любичич Гільєрмо Кор'я Фернандо Гонсалес Маріано Пуерта Андре Агассі |
| 28 листопада | Кубок Девіса, фінал Братислава, Словаччина – hard (i)                                                     | Хорватія 3–2 · Іван Любичич · Маріо Анчич · Іво Карлович · Горан Іванишевич | Словаччина · Домінік Хрбати · Кароль Кучера · Міхал Мертиняк · Кароль Бек |                                |                                                                                       |